# Kurt Beck
Pour les articles homonymes, voir Beck.
Kurt Beck, né le 5 février 1949 à Bad Bergzabern, est un homme politique allemand membre du Parti social-démocrate d'Allemagne (SPD).
Élu député au Landtag de Rhénanie-Palatinat en 1979, il est désigné président du groupe SPD, parvenu au pouvoir, en 1991.
Il succède deux ans plus tard à Rudolf Scharping à la présidence régionale du parti. En 1994, il le remplace au poste de ministre-président et prend la tête d'une coalition avec les libéraux, qu'il reconduit à la suite des élections de 1996 et 2001, ce qui en fait un cas unique en Allemagne.
Il remporte un quatrième mandat lors des élections législatives régionales de 2006 avec la majorité absolue des sièges et est investi deux semaines plus tard président fédéral du SPD. Il s'attache à faire adopter un nouveau programme fondamental à un parti en perte de repères, distancé dans les sondages par la CDU d'Angela Merkel, avec qui il gouverne, et à tenter de fixer la conduite à tenir à l'égard de Die Linke.
Forcé de se retirer de la direction du parti en septembre 2008, il remporte un cinquième mandat aux élections législatives régionales de 2011 avec un résultat en net recul qui le contraint à s'associer avec les écologistes. Ayant annoncé sa démission prochaine de sa fonction de ministre-président de Rhénanie-Palatinat en septembre 2012, il est remplacé, en janvier 2013, par Malu Dreyer.

## Biographie

### Jeunesse et formation
Fils de maçon élevé dans la ville de Steinfeld, il abandonne l'école primaire en 1963 afin de suivre une formation d'électricien spécialisé dans l'électronique, qu'il achève en 1968. Cette même année, il effectue son service militaire dans la Bundeswehr pendant un an.

### Vie professionnelle
À partir de 1969, il entre dans la fonction publique à Bad Bergzabern comme électronicien radio. Il obtient son certificat général de l'enseignement secondaire et intègre le comité d'entreprise municipal en 1972. Cette même année, il adhère au Parti social-démocrate. Il devient président du comité en 1978.

### Débuts en politique et ascension
Au cours des élections de 1979, il est élu à 30 ans député au Landtag. Siégeant dans l'opposition, il est désigné en 1985 secrétaire général du groupe parlementaire social-démocrate. Il renonce en conséquence à ses activités professionnelles. Il se fait élire bourgmestre de Steinfeld quatre ans plus tard.
Après la victoire et l'arrivée au pouvoir du parti en 1991, il devient à 42 ans président du groupe des députés du SPD au Landtag. En 1993, il succède à Rudolf Scharping comme président du Parti social-démocrate dans son Land.

### Ministre-président de Rhénanie-Palatinat

#### A la succession de Scharping
En 1994, Scharping mène le SPD aux élections fédérales. Bien qu'ayant échoué, il décide de prendre la présidence du groupe social-démocrate au Bundestag et renonce ainsi à diriger son Land. Le 26 octobre, Kurt Beck est investi à 45 ans ministre-président de Rhénanie-Palatinat et reconduit la « coalition sociale-libérale » l'associant au Parti libéral-démocrate (FDP).
L'alliance est reconduite après le scrutin de 1996, alors que les libéraux auraient pu s'allier avec la Union chrétienne-démocrate d'Allemagne (CDU). En 2001, la coalition est de nouveau confirmée alors que les sociaux-démocrates pouvaient s'associer avec l'Alliance 90 / Les Verts (Grünen).
En sa qualité de chef de gouvernement régional, il occupe la présidence tournante du Conseil fédéral pendant un an à partir du 1er novembre 2000. Il est fait vice-président fédéral du SPD en 2003
Il remporte les élections régionales du 26 mars 2006 avec une majorité absolue de 53 sièges sur 101. Il propose tout de même au FDP de poursuivre la coalition sociale-libérale mais ce dernier refuse, mettant fin à la dernière alliance de ce type dans le pays.

#### Président fédéral du SPD

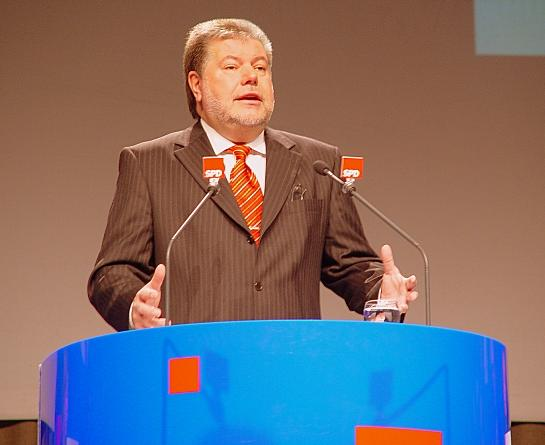
Kurt Beck prononçant un discours devant le SPD en 2006.

Kurt Beck prend la présidence du Parti social-démocrate d'Allemagne le 10 avril 2006, cinq mois après avoir été pressenti à la succession de Franz Müntefering lors du congrès fédéral du 15 novembre 2005.
En tant que président du parti, il gère la montée en puissance de Die Linke, parti de gauche antilibéral d'Oskar Lafontaine, qui provoque des tiraillements sur la stratégie d'alliance de la formation sociale-démocrate. Pour ce faire, il tente de ré-ancrer le SPD à gauche, et remet en cause les réformes faites sous les gouvernements de Gerhard Schröder.
À la suite de la démission du ministre-président de Bavière Edmund Stoiber, il devient le doyen des chefs de gouvernement régional.
Le 7 septembre 2008, se disant victime d'une « intrigue » au sein du SPD, il annonce sa démission avec effet immédiat. Il est remplacé par intérim par son vice-président Frank-Walter Steinmeier, puis par Franz Müntefering de façon définitive.

#### Dernier mandat
Il est investi chef de file social-démocrate pour les élections régionales du 27 mars 2011 le 7 novembre 2010, par 99,75 % des suffrages, lors d'un congrès régional du SPD à Mayence. Ayant recueilli 35,7 % des voix et 42 députés, en recul de dix points et 11 sièges, il forme une « coalition rouge-verte » avec les Grünen, qui effectuent pour leur part une véritable percée avec 15,4 % des suffrages et 18 députés. Cela lui permet d'être réélu pour un cinquième mandat le 18 mai par le Landtag.

### Succession

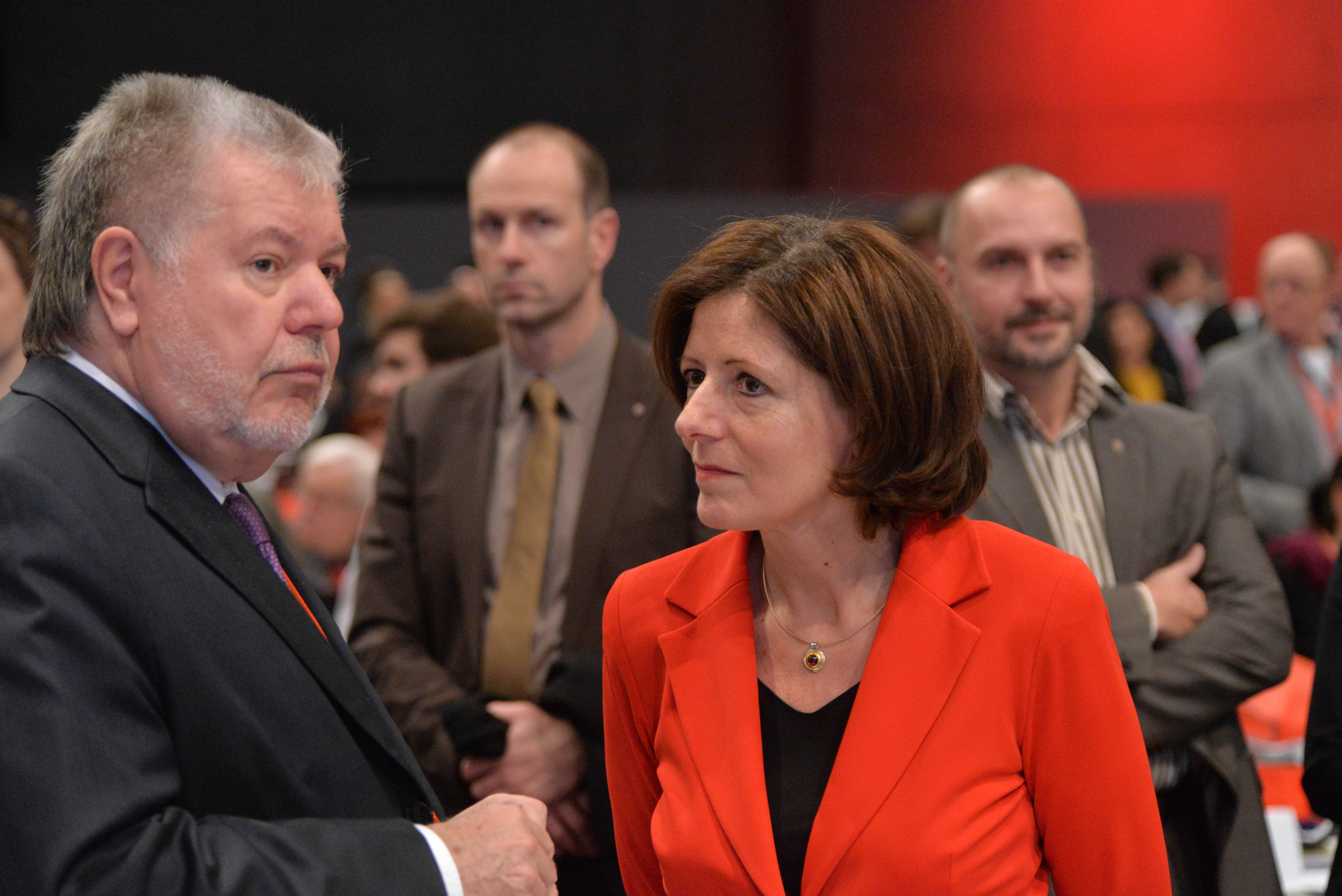
Kurt Beck et Malu Dreyer en 2015.

Il annonce le 28 septembre 2012 son futur retrait de la vie politique, la ministre du Travail et des Affaires sociales Malu Dreyer devant lui succéder à la tête du gouvernement le 16 janvier 2013. Le 10 novembre, le congrès du SPD régional confirme ce choix, à l'unanimité, et remplace Beck à la présidence de la fédération par le ministre de l'Intérieur du Land, Roger Lewentz. Dreyer est élue, le 16 janvier 2013, par 60 voix sur 100 et le remplace officiellement.

### Vie privée
Catholique, il est marié à Roswitha Starck depuis 1968. Son fils unique Stefan Beck est né un an plus tard.